# Waterworld
Pour les articles homonymes, voir Waterworld (homonymie).
Pour plus de détails, voir Fiche technique et Distribution.
Waterworld ou Un monde sans terre au Québec est un film américain réalisé par Kevin Reynolds, sorti en 1995.
Le film se déroule dans un avenir lointain. La Terre est totalement recouverte d'eau à la suite du réchauffement climatique ayant causé la fonte des glaces. L'humanité vit désormais sur des atolls artificiels. Cependant, une légende circule : celle de Dryland, qui serait l'unique terre encore émergée. Un mutant, mi humain mi poisson (Kevin Costner), accompagné par une jeune femme Helen (Jeanne Tripplehorn) et une petite fille Enola (Tina Majorino), vont partir retrouver Dryland. Ils affrontent des pirates sanguinaires, nommés les Smokers et dirigés par le Diacre (Dennis Hopper).

## Synopsis
En 2500, en raison de l'élévation du niveau de la mer à plus de 7 600 mètres (24 900 pieds), tous les continents de la Terre sont désormais sous l'eau. Les restes de la civilisation humaine vivent sur des communautés flottantes et accidentées connues sous le nom d'atolls, ayant depuis longtemps oublié de vivre sur terre. On pense qu'une « terre aride » mythologique, appelée Dryland, existe quelque part dans l'océan sans fin.
Le Mariner (Kevin Costner), un vagabond mutant solitaire, arrive sur un atoll sur son trimaran pour échanger de la terre, une denrée rare, contre d'autres ravitaillements. Lorsque les habitants de l'atoll voient que le Mariner est un mutant, avec des branchies, des mains et des pieds palmés, ils décident de le « recycler » en le noyant dans une fosse de boues organiques. Soudain, l'atoll est attaqué par les Smokers, un gang de pirates à la recherche d'une petite fille nommée Enola (Tina Majorino). Selon leur chef surnommé le diacre (Dennis Hopper), Enola a une carte de Dryland tatouée sur son dos. La gardienne d'Enola, Helen (Jeanne Tripplehorn), tente de s'échapper avec la petite sur un ballon dirigeable à gaz créé par Gregor (Michael Jeter), un inventeur, mais le ballon est libéré trop tôt par erreur. Helen libère rapidement le Mariner et insiste pour qu'il les emmène toutes les deux avec lui.
Les trois s'enfuient en pleine mer à bord du trimaran, poursuivis par les Fumeurs. L'évasion d'Helen entraîne des dommages au bateau du Mariner et il refuse avec colère de l'emmener à Dryland. Il lui coupe alors les cheveux puis ceux d'Enola pour les protéger afin qu'elles ne soient plus reconnaissables et décide de les prendre. Au cours de leur quête pour trouver Dryland, de nombreux autres événements arrivent à l'équipage, comme un vagabond s'approchant d'eux et tué par le Mariner après un échange, tombant sur un piège des fumeurs, trouvant un grand requin muté et découvrant les dessins d'Enola de divers objets de Dryland que le Mariner reconnaît dans les magazines National Geographic. Plus tard, Helen explique qu'elle croit que les humains vivaient autrefois sur terre et demande à savoir où le Mariner a ramassé sa saleté. Il lui fournit une cloche de plongée faite maison et l'emmène voir les restes sous-marins de Denver, Colorado et le sol au fond de l'océan, semblant réfuter la croyance d'Helen. Lorsqu'ils refont surface, ils découvrent que les Fumeurs les ont rattrapés et menaçant de les tuer s'ils ne livrent pas Enola, qui se cache à bord du bateau. Les Fumeurs enlèvent Enola et tentent de tuer Helen et le Mariner. Celui-ci emmène Helen et ils plongent sous l'eau pour éviter d'être capturés, les branchies du marin aidant Helen à respirer. Quand ils font surface, ils constatent que son bateau a été détruit. Gregor parvient à les retrouver et il les emmène dans un nouvel atoll de fortune habité par les survivants de la première attaque à l'aide de son ballon dirigeable à gaz.
Le Mariner prend le jet ski d'un Fumeur capturé pour chasser le diacre à bord des restes de l'Exxon Valdez. Le diacre envoie l'équipage commencer à ramer le « Deez » après avoir annoncé en bluffant qu'il a décodé la carte sur le dos d'Enola. Avec tous les Fumeurs sous le pont pour ramer le pétrolier, le Mariner affronte le diacre, menaçant d'enflammer les réserves de pétrole du pétrolier à moins qu'il ne rende Enola. Le diacre appelle le bluff du Mariner, sachant que cela détruirait le navire, mais à sa grande surprise, le Mariner laisse tomber une fusée éclairante dans le réservoir de pétrole. Le navire est englouti par les flammes et commence à couler. Le Mariner sauve Enola et s'échappe avec l'aide d'une corde du dirigeable de Gregor avec Helen et l'Atoll Enforcer à bord. Alors que le Mariner amène Enola à Helen, le diacre attrape la corde pour échapper au navire qui coule. Il est jeté à l'eau mais monte à bord d'un jet ski. Il tire sur le dirigeable, provoquant la chute d'Enola dans l'océan. Alors que le diacre et certains de ses hommes convergent vers Enola pour la capturer, le Mariner fait un saut à l'élastique impromptu du ballon pour attraper Enola juste avant que le diacre et ses hommes n'entrent en collision sur leurs jet-skis et ne meurent dans une explosion.
Quelque temps plus tard, Gregor a pu identifier le tatouage sur le dos d'Enola comme des coordonnées avec des directions inversées. En suivant la carte, Gregor, le Mariner, l'Atoll Enforcer, Helen et Enola découvrent Dryland, qui se révèle être le sommet du mont Everest, couvert de végétation et d'animaux sauvages. Ils trouvent également une hutte grossière avec les restes des parents d'Enola. Le marin, sentant qu'il n'appartient pas à Dryland, construit un nouveau trimaran en bois et part, alors qu'Helen et Enola lui font leurs adieux.

## Fiche technique
Sauf indication contraire, les informations mentionnées dans cette section peuvent être confirmées par la base de données cinématographiques IMDb,  présente dans la section « Liens externes ».
- Titre original et français : Waterworld
- Titre québécois : Un monde sans terre
- Réalisation : Kevin Reynolds
- Scénario : Peter Rader et David Twohy, avec la participation non créditée de Joss Whedon[1]
- Musique : James Newton Howard
- Photographie : Dean Semler
- Décors : Dennis Gassner
- Costumes : John Bloomfield
- Montage : Peter Boyle
- Production : Charles Gordon (en), Lawrence Gordon, Kevin Costner et John Davis
- Sociétés de production : Universal Pictures, Gordon Company, Davis Entertainment et Licht/Mueller Film Corporation
- Société de distribution : Universal Pictures
- Pays d'origine :  États-Unis
- Langue originale : anglais
- Format : Couleur - 35 mm - 1.85:1 - son DTS - DTS - Stereo - Dolby SR
- Genre : Action, aventure et science-fiction
- Durée : 136 minutes, 176 minutes (version longue)
- Dates de sortie[2] :
  -  États-Unis : 28 juillet 1995
  -  France : 25 octobre 1995
- Film interdit aux moins de 12 ans lors de sa sortie en salles[Où ?]

## Distribution
- Kevin Costner (VF : Gabriel Le Doze) : le marin (the Mariner en VO)
- Jeanne Tripplehorn (VF : Françoise Vallon) : Helen
- Dennis Hopper (VF : Bernard-Pierre Donnadieu) : le Diacre (The Deacon en VO)
- Tina Majorino : Enola
- Michael Jeter : Gregor
- Gerard Murphy (en) (VF : François Siener) : Nord
- R. D. Call : Enforcer
- Kim Coates (VF : Pierre Laurent) : le vagabond qui échange son papier
- Zakes Mokae : Priam
- Sab Shimono (VF : Yves Barsacq) : un ancien
- Leonardo Cimino (VF : René Bériard) : un ancien
- Jack Black : le pilote d'avion
- Jack Kehler : le banquier
- Rick Aviles : Gatesman
- Chaim Jeraffi (VF : Simon Abkarian) : le vagabond qui indique la route de l'atoll
- Lee Arenberg : Djeng

## Production

### Genèse et développement
Le scénario est initialement écrit par Peter Rader. C'est au départ une intrigue plus familiale et un film d'aventures pour enfants. Un producteur lui suggère qu'un film proche de Mad Max serait plus interessant. Le scénario imagine alors une intrigue post-apocalyptique. Le personnage principal était à l'origine un simple humain, et non un mutant, et était le chef d'un atoll. Le script subira ensuite de très nombreuses réécritures, notamment par David Twohy. Ce dernier cite bien évidemment Mad Max 2 : Le Défi (1981) comme influences.
La réalisation est d'abord proposée à Robert Zemeckis, à Nils Gaup et à Lawrence Kasdan. Kevin Costner découvre le projet et insiste pour qu'il soit réalisé par Kevin Reynolds. Les deux hommes ont collaboré sur Une bringue d'enfer (1985), Robin des Bois, prince des voleurs (1991) et Rapa Nui (1994, Kevin Costner n'est là que producteur). Le réalisateur refuse dans un premier temps la proposition, en raison de nombreux désaccords avec l'acteur lors du tournage de Robin des Bois, prince des voleurs. Le producteur Charles Gordon parvient cependant à le convaincre,.

### Attribution des rôles
Le premier choix pour incarner Enola était Anna Paquin, tandis que Jack Nicholson, Gene Hackman, Gary Busey, James Caan, Laurence Fishburne, John Malkovich ou encore Gary Oldman ont été envisagés pour incarner le Diacre. Samuel L. Jackson a refusé le rôle pour tourner Une journée en enfer.
Il s'agit de la dernière apparition à l'écran de l'humoriste Rick Aviles, décédé en mars 1995.

### Tournage

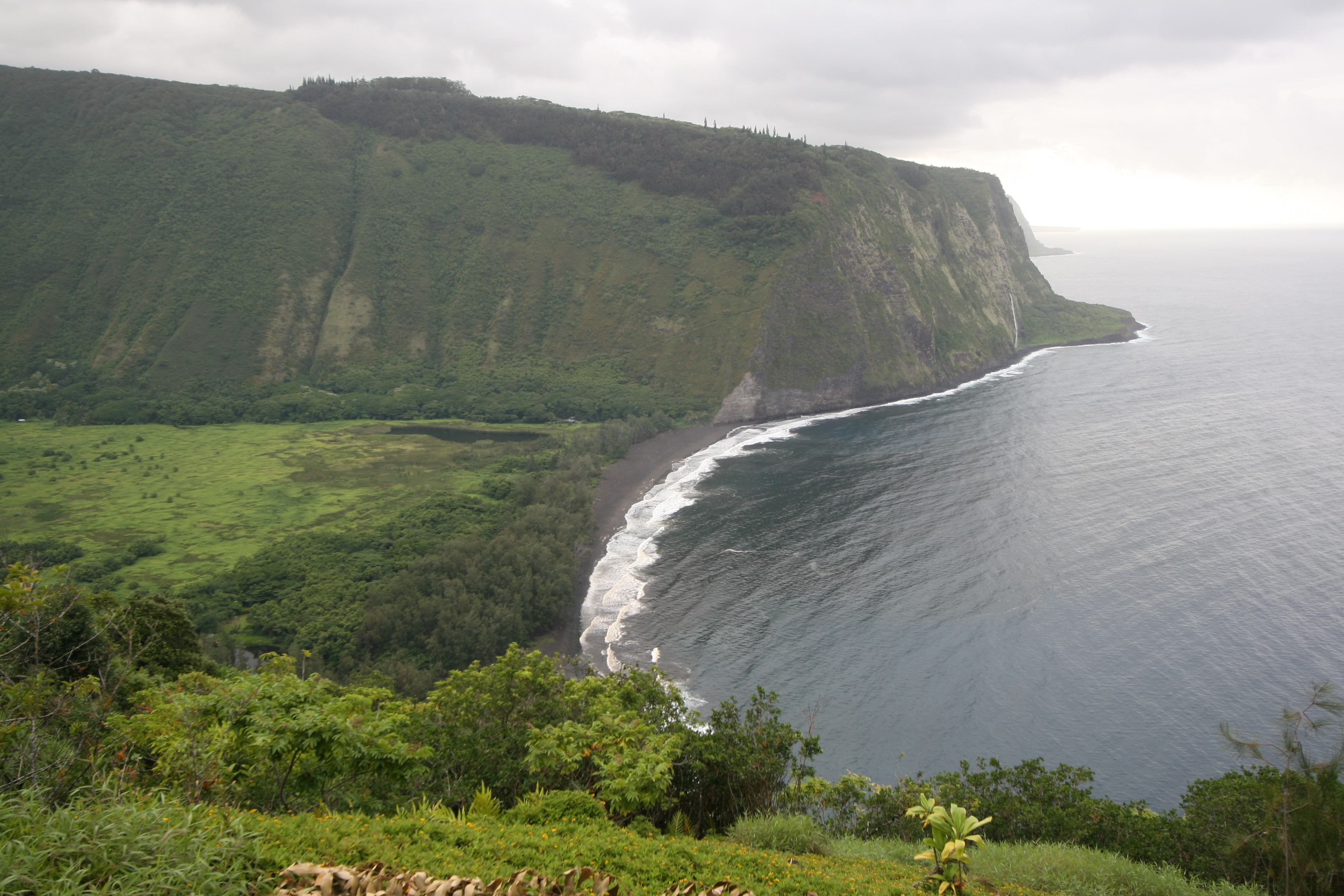
La vallée de Waipiʻo, sur le rivage de l'océan Pacifique, où a été tournée la séquence finale

Le tournage a lieu de juin 1994 à février 1995. Il se déroule à (Venise selon BR, Annecy, Sicile) [réf. nécessaire], Hawaï (vallée de Waipiʻo, Kailua-Kona et Kawaihae) et en Californie (Huntington Beach, île Santa Catalina, Los Angeles).
Il fut rapporté que Steven Spielberg déconseilla à Kevin Reynolds de tourner sur l'eau, le premier ayant connu de très nombreuses difficultés lors de la production des Dents de la mer. Le tournage est marqué par d'importants dépassements de budget et de planning, des divergences artistiques entre Kevin Costner et Kevin Reynolds (ce dernier est licencié durant le montage mais reste crédité), les nombreuses contraintes logistiques non-anticipées du tournage dans l'atoll artificiel à Kawaihae, les caprices météorologiques, des réécritures du scénario (notamment par Joss Whedon), le divorce de Kevin Costner, le mal de mer de Kevin Reynolds (et de l'équipe technique en général) et le choix tardif de l'acteur interprétant le Diacre, un mois après le début des prises de vue,,.
Le surfeur Laird Hamilton a servi de doublure pour certaines scènes.
Le pétrolier complètement rouillé qui sert de repaire au Diacre et à ses sbires porte dans le film le nom d'Exxon Valdez, un pétrolier qui a réellement existé et a été à l'origine d'une retentissante marée noire en Alaska six ans avant la sortie de Waterworld.
"Saint Joe", l'homme du portrait qui est accroché dans le poste de pilotage de l'Exxon Valdez est une référence à Joseph Hazelwood, Capitaine de l'Exxon Valdez au moment de son naufrage.

### Musique
Mark Isham est initialement engagé pour composer la musique du film. Cependant, ses compositions sont rejetées car jugées « trop ethniques » par la production. Costner le remplace par James Newton Howard, qui avait déjà collaboré avec l'acteur sur Wyatt Earp.

## Accueil
Avec son budget estimé à 175 millions de dollars (l'un des plus gros budgets du cinéma à l'époque), Waterworld déçoit au box-office, même s'il rentrera dans ses frais. Si l'exploitation américaine est décevante, il profite du marché à l'étranger, de l'exploitation vidéo ou encore au merchandising, à l'instar de Last Action Hero sorti deux ans plus tôt. Le film est ainsi surnommé dans le milieu Fishtar et Kevin's Gate, faisant respectivement référence à d'autres fiascos financiers : Ishtar et La Porte du paradis (Heaven's Gate).
La critique apprécie peu le film, lui reprochant de reprendre les mêmes enjeux que Mad Max,.

## Distinctions
Source : Internet Movie Database

### Récompenses
- ASCAP Film and Television Music Awards 1996 : Top Box Office Films pour James Newton Howard
- Goldene Leinwand 1996
- Razzie Awards 1996 : pire second rôle masculin pour Dennis Hopper
- Saturn Awards 2019 : meilleure édition spéciale DVD

### Nominations
- The Stinkers Bad Movie Awards 1995 : pire film et pire acteur pour Kevin Costner
- Oscars 1996 : meilleur son
- British Academy Film Awards 1996 : meilleurs effets visuels
- Saturn Awards 1996 : meilleur film de science-fiction et meilleurs costumes
- Razzie Awards 1996 : pire film, pire acteur pour Kevin Costner et pire réalisateur pour Kevin Reynolds « avec plus ou moins la non-assistance de Kevin Costner »

## Version longue
Il existe trois montages différents : la version cinéma sortie en salles, une version longue européenne et une version longue américaine, surnommée Ulysses Cut.
La version longue dure 176 minutes, soit environ 40 minutes supplémentaires. Plus épique, elle présente des scènes développant davantage les personnages. La fin du film est sensiblement différente : l'un des derniers plans montre que Dryland n’est autre que l'Everest. Certaines scènes sont également ajoutées comme une scène de procès quand le personnage de Kevin Costner arrive sur le premier ilôt. D'autres scènes, retirées de la version cinéma, développent l'aspect égoïste du personnage principal, notamment lorsqu'il coupe une tomate en trois parts mais les mange toutes, sous les yeux d'une mère et sa fille.

## Le trimaran

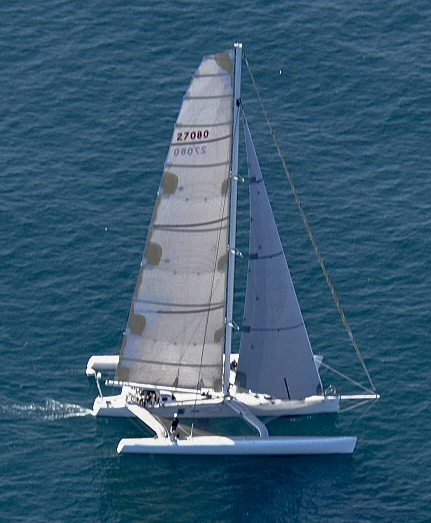
Un trimaran assez proche de celui du film

Le trimaran du personnage incarné par Kevin Costner est un sistership du Pierre 1er de Florence Arthaud dessiné par le cabinet VPLP Design. Pour les besoins du film, Universal à contacté le chantier naval français Jeanneau, qui l'a construit. Bruno Belmont alors directeur du département des techniques avancées de Jeanneau, a collaboré étroitement au film:

« En 1989, on a construit un trimaran, Pierre 1er, pour Florence Arthaud. TIG, l'agence de production de Kevin Costner, est tombée sur la photo de Pierre 1er. Ça a plu à Costner, qui nous a demandé des documents sur le bateau. C'était en janvier 1993. En juin 1993, Dennis Gassner, qui était chargé des décors sur le film, nous a expliqué de quoi il s'agissait. Nous leur avons envoyé une maquette (ci-contre, l'un des croquis) qu'ils ont ensuite transformée. »

— Bruno Belmont
Deux versions ont été construites dans les moules de Pierre 1er, une pour naviguer et faire des prises de vue sur l’eau et une pour les scènes à bord avec effets spéciaux.
Le deuxième trimaran était doté de nombreux gadgets, dont un mât télescopique pour permettre des prises de vue à 360 degrés.
Lors de la première apparition dans le film, le bateau apparaît comme une sorte de radeau équipé d’une éolienne verticale à trois pales à la place du mât. En cas de besoin, un mécanisme actionné par des leviers permet, très rapidement, d’aplatir les pales et de déployer un mât et une baume caché.

## Produits dérivés

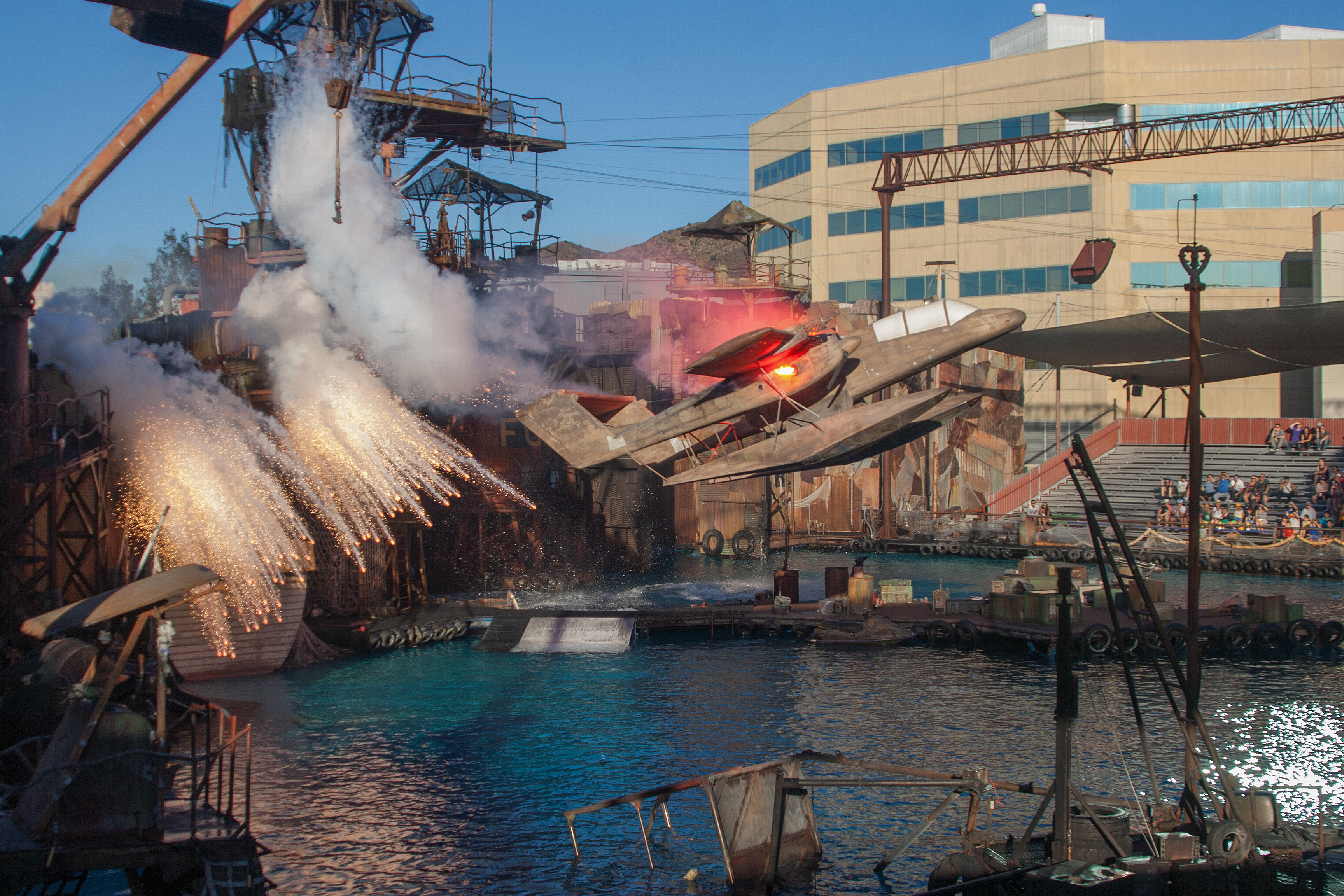
Reproduction d'un décor du film aux Universal Studios Hollywood

Une adaptation en jeu vidéo est sortie en même temps que le film en salles. Il est édité sur Game Boy, Virtual Boy et Super Nintendo. Une version pour Mega Drive était prévue mais sa sortie est annulée quelques semaines avant la date initiale.
Une attraction, dans les parcs Universal Studios Hollywood et Universal Studios Japan, met en scène des événements intervenant après la fin du film.

## Projet deremake
En novembre 2012, la chaine Syfy évoque la possibilité d'acquérir les droits pour en faire un remake.